# 遠藤未希
遠藤 未希（えんどう みき、1986年7月18日 - 2011年3月11日） は、日本の地方公務員。宮城県南三陸町職員。東日本大震災発生時に、持ち場である南三陸町防災対策庁舎において地域住民に対して防災無線で避難を呼びかけ続け、庁舎が津波にのまれた際に殉職した。宮城県本吉郡志津川町（現・南三陸町）出身。

## 経歴
遠藤は宮城県志津川高等学校を経て、介護の仕事を志して仙台市内の介護専門学校に入学したが、母親の勧めもあって地元の宮城県南三陸町役場に就職した。
旧志津川町は頻繁に津波被害に遭っていたことから防災への関心は高く、2005年10月に合併して南三陸町となった後、危機管理課が新設されており、遠藤は勤続4年目の2010年4月に、この危機管理課に配属された。彼女は震災の犠牲となるまで、4年間役場に勤めており、震災の当時は24歳であった。
2010年7月17日、専門学校で知り合った同年代の男性と結婚した。2011年9月に結婚式を挙げる予定であった。

### 東日本大震災

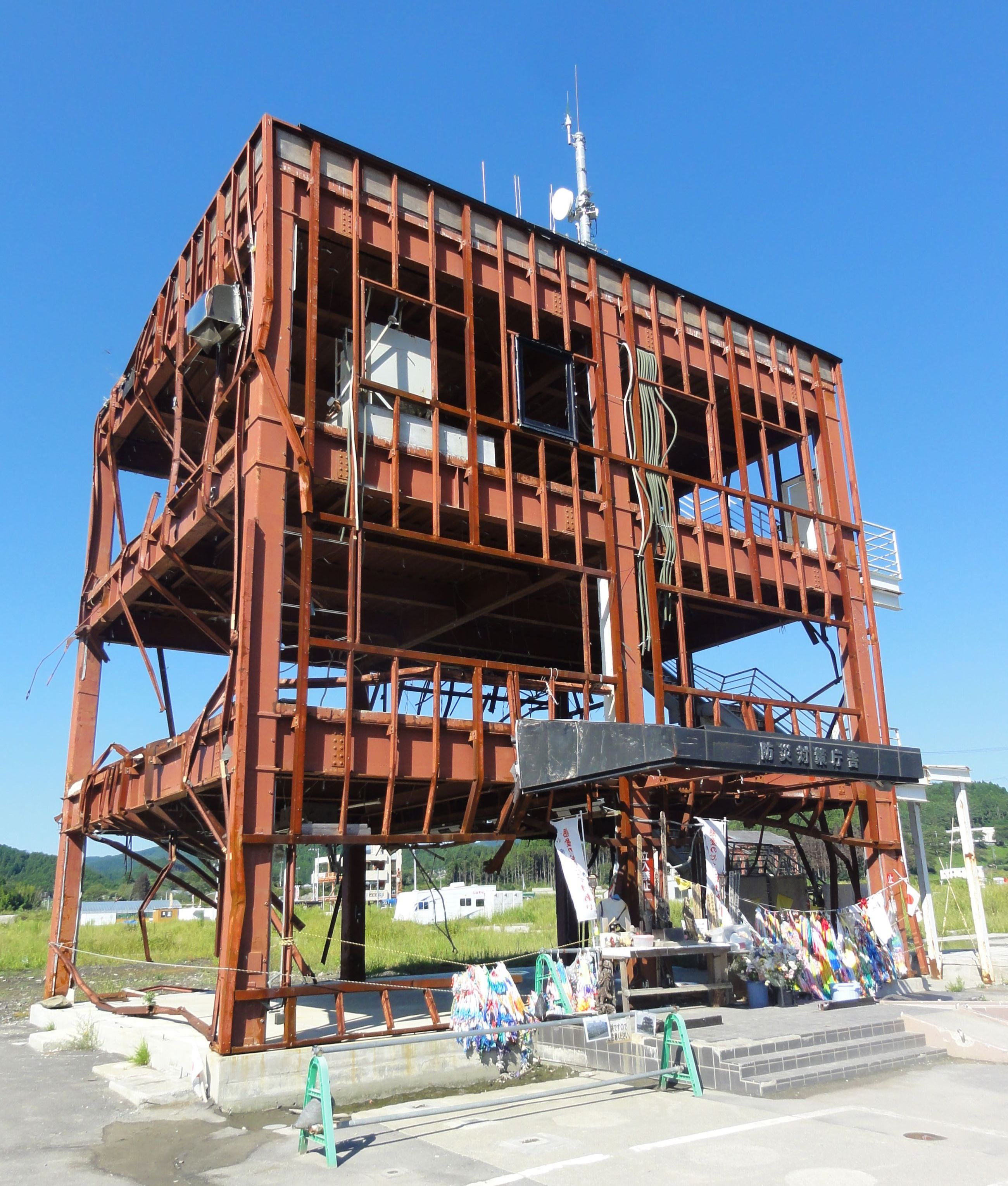
南三陸町 防災対策庁舎跡

2011年3月11日、 東日本大震災発生時に、遠藤はいち早く、持ち場である南三陸町防災対策庁舎の2階で防災無線を使用し、防災無線で地域に避難を呼びかけ続け、自身は津波の犠牲となった。
庁舎の屋上に避難した約40人のうち、屋上にあったアンテナにしがみついて生存したのは佐藤仁町長らわずか11人であった。遠藤は自らの命を犠牲として多くの命を救ったとし、多くの日本のニュースで賞賛された。 遠藤の遺体は宮城県志津川湾で、2011年4月23日に捜索隊によって発見された。5月2日、DNA型鑑定で最終的に遠藤本人の遺体と断定された。
3階建ての庁舎は倒壊は免れたが、構造物の大部分は押し流され、鉄骨のみが残っていた。庁舎の写真は、建物が屋根まで完全に浸水したことを示しており、一部の人々は屋上にあるアンテナにしがみついて生存した。

## 震災後
2011年5月、台湾の企業3社より宮城県内沿岸4地区へ、消防車と救急車が寄贈され、消防車は遠藤の名をとって「未希号」のプレートが掲げられた。
震災から半年後、当時の内閣総理大臣である野田佳彦が国会で行った所信表明演説に於いて遠藤を引き合いに出して、「この国難のただ中を生きる私たちが、決して、忘れてはならないものがあります。それは、大震災の絶望の中で示された日本人の気高き精神です」「自らの命さえ顧みず、使命感を貫き」「身をもって示した、危機の中で『公』に尽くす覚悟」と称えた。翌2012年には埼玉県の公立の小中高校で使われる道徳の教材に「天使の声」と題して、使命感や社会へ貢献する心を教える物語として掲載された。
しかし野田の演説に対しては、遠藤の父により「尽力した職員はたくさんいるのに、どうして娘だけ名前を挙げるのか」と疑問の声があった。道徳の教科書にしてもインターネット上では違和感の声があり、「『予備電源とJ-アラート自動放送がついた防災無線を装備しましょう』という結論にはなりません」などの意見もあった他、震災からわずか1年後に発行することについて「そっとしておいてほしいというのがご遺族の気持ち。表に出してしまってもいいのか」「ご遺族や関係者の許可がとれるだろうか」といった懸念の声もあった。
震災に遭った防災対策庁舎は、遠藤の母が「解体されると、津波の高さが分かる物が無くなり、震災が風化する」と憂慮していたところ、宮城県が震災20年後の2031年3月まで同庁舎を所有し、管理する「県有化」を提案し、南三陸町は当面「震災遺構」として保存することで合意した。
震災から3年後、彼女の両親は彼女のことを語り継ぐための場として民宿を始める。民宿の名は彼女の名をとり、「未希の家」と名付けられた。